# Anton Schall
Anton Schall (22 de junio de 1907 - 10 de agosto de 1947), también conocido como Toni Schall , fue un delantero del fútbol austriaco que jugó para Austria en la Copa Mundial de la FIFA de 1934. También jugó para el Admira de Viena, y luego dirigió el FC Basel. Podía jugar como delantero izquierdo o extremo e incluso terminó su carrera jugando como defensor. Schall es considerado uno de los mejores futbolistas austríacos de la historia. 
Después de su carrera como jugador, Schall, quien padecía una rara enfermedad cardíaca, se mudó a Suiza y se hizo cargo como entrenador del FC Basel en la temporada 1946–47. Schall llevó a Basilea a ganar la Copa Suiza, 3-0 en la final contra Lausanne Sports. Poco después de aquello Schall murió a la edad de 40 años durante un entrenamiento en el campo de fútbol.